# Kal Khvājeh (ort, lat 31,71, long 50,19)
Kal Khvājeh (persiska: Kal Khvājeh-ye Soflá, کل خواجه) är en ort i Iran.   Den ligger i provinsen Khuzestan, i den centrala delen av landet, 500 km söder om huvudstaden Teheran. Kal Khvājeh ligger 967 meter över havet och antalet invånare är 200.
Terrängen runt Kal Khvājeh är bergig söderut, men norrut är den kuperad. Kal Khvājeh ligger nere i en dal. Runt Kal Khvājeh är det ganska tätbefolkat, med 56 invånare per kvadratkilometer. Närmaste större samhälle är Dehdez, 9,4 km öster om Kal Khvājeh. Omgivningarna runt Kal Khvājeh är i huvudsak ett öppet busklandskap.